# Сакава
Сакава (яп. 佐川町 Сакава-тё:) — посёлок в Японии, находящийся в уезде Такаока префектуры Коти. Площадь посёлка составляет 100,84 км², население — 13 401 человек (1 августа 2014), плотность населения — 132,89 чел./км².

## Географическое положение
Посёлок расположен на острове Сикоку в префектуре Коти региона Сикоку. С ним граничат города Сусаки, Тоса, посёлки Цуно, Оти и село Хидака.

## Население
Население посёлка составляет 13 401 человек (1 августа 2014), а плотность — 132,89 чел./км². Изменение численности населения с 1980 по 2005 годы:
| 1980 | 16 114 чел. |  |
| 1985 | 16 124 чел. |  |
| 1990 | 15 636 чел. |  |
| 1995 | 15 148 чел. |  |
| 2000 | 14 777 чел. |  |
| 2005 | 14 447 чел. |  |